# نوريثيستيرون إينانثات
نوريثيستيرون إينانثات (NETE) المعروف أيضًا باسم نورثيندرون إينانثات، هو شكل من أشكال منع الحمل عن طريق البروجستين فقط والذي يستخدم لمنع الحمل عند النساء. يمكن استخدامه بعد الولادة، اخفاق الحمل، أو الإجهاض. معدل الفشل في كل سنة في الوقاية من الحمل هو 2 لكل 100 امرأة. كل جرعة تستمر شهرين مع ما يصل إلى جرعتين يوصى بهما عادة. وتشمل الآثار الجانبية ألم الثدي، والصداع، والاكتئاب، وعدم انتظام الدورة الشهرية، والألم في موقع الحقن. لا ينصح بالاستخدام في مرضى الكبد كما هو الحال أثناء الحمل بسبب خطر العيوب الخلقية. يبدو أن الاستخدام يكون على ما يرام أثناء الرضاعة الطبيعية. لا يحمي من الأمراض المنقولة جنسيا. نوريثيستيرون إينانثات هو ايستر ودواء أولي من نوريثيستيرون، والذي يعمل من خلاله. وهو يعمل كطريقة لتحديد النسل عن طريق وقف الإباضة.
تم تسجيل براءة اختراع نوريثيستيرون في عام 1951 ودخل حيز الاستخدام الطبي في عام 1957. هو على قائمة الأدوية الأساسية لمنظمة الصحة العالمية، الأدوية الأكثر فعالية والآمنة المطلوبة في النظام الصحي. تبلغ تكلفة الجملة في العالم النامي حوالي 1.04-7.99 دولار أمريكي لكل 200 ميلي غرام قنينة. وقد تم اعتماده بنفسه في أكثر من 60 دولة بما في ذلك المملكة المتحدة وبعضها في أوروبا وأمريكا الوسطى وأفريقيا، وفي مزجه مع استراديول فاليرات في 36 دولة على الأقل بشكل رئيسي في أمريكا اللاتينية. لا يتوفر في الولايات المتحدة.

## الاستخدامات الطبية
يستخدم نوريثيستيرون إينانثات بمفرده كمانع للحمل طويل الأمد قابل للحقن من البروجستيرون فقط في النساء. يستخدم عن طريق الحقن العضلي مرة كل شهرين.

## الآثار الجانبية
قد تشمل الآثار الجانبية لل NETE ألم الثدي، والصداع، والاكتئاب، وعدم انتظام الدورة الشهرية، والألم في موقع الحقن. يمكن أن يسبب تشوهات خلقية في الجنين إذا تم استخدامه أثناء الحمل.

## الديناميكا الدوائية
NETE هو الدواء الأولي للنوريثيستيرون في الجسم، عند الوصول إلى الدورة الدموية، يتم تحويله بسرعة إلى نوريثيستيرون بواسطة انزيم الاستراز.  وبالتالي، كدواء اولي للنوريثيستيرون، نوريثيستيرون إينانثات  لديه أساسا نفس تأثيرات النوريثيستيرون، بمثابة بروجستيرون قوي مع نشاط إضافي  للأندروجين والإستروجين (التأثير الأخير عن طريق المستقلب إيثينيل إستراديول) نوريثيستيرون أسيتات (NETA) لديه بعض النشاط البروجستيروني من تلقاء نفسه، ولكن ليس من الواضح ما إذا كان  نوريثيستيرون إينانثات (NETE) يفعل بالمثل.
حوالي 38% من الوزن الجزيئي لل NETE أعلى من النوريثيستيرون بسبب وجود استر إينانثات (C17β).

### حركية الدواء
على نحو مشابه لنوريثيستيرون عن طريق الفم  نوريثيستيرون استيت، وجد ان  NETE العضلي يشكل إيثينيل إيستراديول باعتباره مستقلب نشط. مع حقنة واحدة في العضل من 200 ملغ NETE في النساء قبل انقطاع الطمث، كان الحد الأقصى لتركيز الإيثينيل استراديول هو 32% من وسائل منع الحمل عن طريق الفم والتي تحتوي على 30 ميكروغرام من إيثينيل استراديول، كانت أقصى جرعة فموية مكافئة من إيثينيل إستراديول لوحظت في الأيام القليلة الأولى من التعرض 20.3 ميكروغرام / يوم، والجرعة الفموية المكافئة لإيثينيل إستراديول خلال 8 أسابيع كانت 4.41 ميكروغرام / يوم. على هذا النحو، تم وصف التعرض للإيثينيل إستراديول بأنه أقل بشكل ملحوظ من موانع الحمل الفموية التي تحتوي على 30 ميكروغرام من إيثينيل إستراديول.   كان معدل التحويل المقدر لـ NETE إلى إيثينيل إستراديول 0.1٪، وهو أقل بكثير من ذلك الذي لوحظ بالنسبة لنوريثيستيرون عن طريق الفم ونوريثيستيرون إينانثات (0.2-1.0٪)، ويرجع ذلك على الأرجح إلى نقص نأثير المرور الأولي عبر الكبد عند إعطاء الحقن. وفقًا للمستويات المنخفضة من إيثينيل إستراديول المنتج، لم تُلاحظ أي زيادة في معدلات الجلطات الدموية أو الورم الحميد الكبدي في بيانات ما بعد ترخيص NETE العضلي، كما أن الدواء لا يشبه موانع الحمل الفموية المدمجة التي تحتوي على إيثينيل إستراديول في ملفه الأمني.

## الكيمياء
NETE، والمعروف أيضًا باسم إينانثات نوريثينيل تيستوستيرون، بالإضافة إلى 17α-ethynyl-19-nortestosterone 17β-enanthate or 17α-ethynylestr-4-en-17β-ol-3-one 17β-enanthate، هو بروجستين، أو بروجستيرون صناعي، من مجموعة 19-نورتوستيرون، وستيرويد إستيرين  صناعي. وهو  C17β إينانثات استر من نوريثيستيرون. NETE مشتق من هرمون التستوستيرون مع مجموعة إيثينيل في موضع C17α، وتم إزالة مجموعة الميثيل في موضع C19، واينانثيت ايستر مرتبط على C17β، بالإضافة إلى التستوستيرون، هو مشتق مشترك من الناندرولون (19-نورتوستيرون) وإيثستيرون (17α- إيثينيل تستوستيرون).. تشمل الاسترات المرتبطة بـ NETE نوريثيستيرون ايستر وليفونورجيستريل بوتانوات.

## التاريخ
تم تقديم NETE بواسطة شيرينغ (Schering) كـ Noristerat في عام 1957. كانت أول وسائل منع الحمل عن طريق الحقن بروجستيرون فقط، والتي سبقت ميدروكسي بروجستيرون اسييتيت (Depo-Provera).

## المجتمع والثقافة

### الاسم العام
نوريثيستيرون إينونتيت هو الاسم العام للدواء واسمه غير المسجل الملكية الدولية والاسم البريطاني المعتمد. يتم تهجئته أيضًا باسم نونيثيستيرون إينانثات ومعروف أيضًا باسم نونثيندرون إينانثات (ال USAN نوريثيستيرون أصبح نوريثيندرون). تُعرف NETE أيضا باسمها الرمزي التطويري السابق (SH-393).  

## الاسم التجاري
تم تسويق NETE بمفردها كوسيلة لمنع الحمل عن طريق الحقن بروجستيرون فقط تحت أسماء العلامات التجارية ديبوكون ودوريكسيز و NET-EN ونوريستات ونوريستيرات ونوريجيست ونور-استيرات، ومع دمجها مع وسائل منع الحمل عن طريق الاستراديول كوسيلة لمنع الحمل عن طريق الحقن المدمجه تحت الأسماء التجارية الحقن الصينية رقم 3، ايفيكتيميس، جينيديول، ميسيجينا، ميسيلار، ميزليرت، ميزوسيبت، ميسيجيست، نوفرتيل، نوفرتل لافرانكول، نوريجينا، نورسترن، نوريفام، نوريجينون، نوستيدين، سكسيك، وسولونا.

## التوفر
تم اعتماد NETE للاستخدام وحده كوسيلة لمنع الحمل عن طريق الحقن بروجستيرون فقط في أكثر من 60 دولة في جميع أنحاء العالم بما في ذلك أوروبا وأمريكا اللاتينية وآسيا وأفريقيا. تشمل البلدان المحددة التي تتوفر فيها NETE كدواء مستقل أو كان متاحا، بنغلاديش وفرنسا وألمانيا والهند وإيطاليا وماليزيا والمكسيك والفلبين وسنغافورة وجنوب إفريقيا وتايلاند والمملكة المتحدة. تمت الموافقة على استخدام NETE ممزوجا مع الاستراديول فاليرات كوسيلة لمنع الحمل  مركبة عن طريق الحقن في 36 دولة على الأقل، معظمها في أمريكا اللاتينية ولكن أيضًا في إفريقيا إنها متوفرة أو كانت متوفرة مع استراديول فاليرات في الأرجنتين، جزر البهاما، بربادوس، بوليفيا، البرازيل، تشيلي، كولومبيا، كوستاريكا، جمهورية الدومينيكان، إكوادور، مصر، السلفادور، غانا، غرينادا، غواتيمالا، غيانا، هايتي، هندوراس، جامايكا، كينيا، المكسيك، نيكاراغوا، بنما، باراجواي، بيرو، سانت لوسيا، تركيا، أوروغواي، فنزويلا، وزيمبابوي.
نوريثيستيرون إينانثات غير متوفر بأي شكل في الولايات المتحدة.

## الأبحاث
تمت دراسة NETE بواسطة شيرينغ  (Schering) لاستخدامها كوسيلة لمنع الحمل عن طريق حقن البروجستيرون فقط بجرعة 25 ملغ مرة واحدة في الشهر ولكنها أنتجت تحكمًا ضعيفًا في الدورة باستخدام هذا النظام ولم يتم تسويقه.
تمت دراسة NETE لاستخدامها كوسيلة محتملة من وسائل منع الحمل الهرمونية الذكرية ممزوجة مع التستوستيرون لدى الرجال.